# Peljidiin Genden
Peljidiin Genden (n. 1892, Mongolia – d. 26 noiembrie 1937, Moscova, RSFS Rusă, URSS) a fost președintele Republicii Populare Mongole, împușcat la Moscova din ordinul lui Stalin.